# Нигер на Светском првенству у атлетици на отвореном 2023.
Нигер је учествовао на 19. Светском првенству у атлетици на отвореном 2023. одржаном у Будимпешти од 19. до 27. августа тринаести пут. Репрезентацију Нигера представљала је 1 такмичарка која се такмичила у трци .,
На овом првенству такмичар Нигера није освојио ниједну медаљу нити је остварио неки резултат

## Учесници
Мушкарци:
- Сагиру Бадамаси — 100 м препоне

## Резултати

### Мушкарци
| Атлетичарка     | Дисциплина    | Лични рекорд | Квалификације | Квалификације | Полуфинале           | Полуфинале           | Финале               | Финале       | Детаљи |
| Атлетичарка     | Дисциплина    | Лични рекорд | Резултат      | Место         | Резултат             | Место                | Резултат             | Место        | Детаљи |
| --------------- | ------------- | ------------ | ------------- | ------------- | -------------------- | -------------------- | -------------------- | ------------ | ------ |
| Сагиру Бадамаси | 110 м препоне | 13,50 НР     | 13,70         | 7. у гр. 1    | Није се квалификовао | Није се квалификовао | Није се квалификовао | 33 / 43 (45) |        |